# Список медалістів зимових Олімпійських ігор 1968
X Зимові Олімпійські ігри проходили у французькому місті Гренобль. Всього в змаганнях взяли участь 1158 спортсменів з 37 країн світу. Було розіграно 35 комплектів нагород у 10 дисциплінах 6 видів спорту.

## Біатлон
| Дисципліна                    | Золото                                                                           | Срібло                                                             | Бронза                                                                            |
| Чоловіки: індивідуальна гонка | Магнар Сольберг · Норвегія                                                       | Олександр Тихонов · СРСР                                           | Володимир Гундарцев · СРСР                                                        |
| Чоловіки: естафета            | СРСР · Олександр Тихонов · Микола Пузанов · Віктор Маматов · Володимир Гундарцев | Норвегія · Ола Вергауг · Олаф Йордет · Магнар Сольберг · Йон Істад | Швеція · Ларс-Єран Ардвідсон · Туре Ерікссон · Улле Петруссон · Гольмфрід Ульссон |

## Бобслей
| Дисципліна        | Золото                                                                          | Срібло                                                                    | Бронза                                                             |
| Чоловіки-двійки   | Італія · Еудженіо Монті · Лучано де Паоліс                                      | Західна Німеччина · Горст Флот · Йозеф Бадер                              | Румунія · Йон Панцуру · Ніколае Нягоє                              |
| Чоловіки-четвірки | Італія · Еудженіо Монті · Лучано де Паоліс · Роберто Дзандонелла · Марсо Армано | Австрія · Ервін Талер · Райнгольд Дурнталер · Герберт Грубер · Йозеф Едер | Швейцарія · Жан Вікі · Ганс Кандріан · Віллі Гофман · Вальтер Граф |

## Гірськолижний спорт
| Дисципліна                   | Золото                    | Срібло                  | Бронза                           |
| Чоловіки: швидкісний спуск   | Жан-Клод Кіллі · Франція  | Гі Перія · Франція      | Жан-Даніель Детвілер · Швейцарія |
| Чоловіки: гігантський слалом | Жан-Клод Кіллі · Франція  | Віллі Фавр · Швейцарія  | Гайні Месснер · Австрія          |
| Чоловіки: слалом             | Жан-Клод Кіллі · Франція  | Герберт Губер · Австрія | Альфред Матт · Австрія           |
| Жінки: швидкісний спуск      | Ольга Палл · Австрія      | Ізабель Мір · Франція   | Крістль Гаас · Австрія           |
| Жінки: гігантський слалом    | Ненсі Грін · Канада       | Анні Фамоз · Франція    | Фернанде Бохатай · Швейцарія     |
| Жінки: слалом                | Маріель Гуашель · Франція | Ненсі Грін · Канада     | Анні Фамоз · Франція             |

## Ковзанярський спорт
| Дисципліна             | Золото                            | Срібло                                                      | Бронза                    |
| Чоловіки: 500 метрів   | Ергард Келлер · Західна Німеччина | Террі МакДермотт (ковзаняр) · США Магне Томассен · Норвегія | —                         |
| Чоловіки: 1500 метрів  | Корнеліс Веркерк · Нідерланди     | Івар Еріксен · Норвегія Ард Схенк · Нідерланди              | —                         |
| Чоловіки: 5000 метрів  | Фред Антон Маєр · Норвегія        | Корнеліс Веркерк · Нідерланди                               | Петер Ноттет · Нідерланди |
| Чоловіки: 10000 метрів | Юнні Геглін · Швеція              | Фред Антон Маєр · Норвегія                                  | Ер'ян Сандлер · Швеція    |
| Жінки: 500 метрів      | Людмила Титова · СРСР             | Дженні Фіш · США Даянн Голум · США Мері Меєрс · США         | —                         |
| Жінки: 1000 м          | Каррі Геійссен · Нідерланди       | Людмила Титова · СРСР                                       | Даянн Голум · США         |
| Жінки: 1500 метрів     | Кайя Мустонен · Фінляндія         | Каррі Геійссен · Нідерланди                                 | Стін Кайсер · Нідерланди  |
| Жінки: 3000 метрів     | Анс Схут · Нідерланди             | Кайя Мустонен · Фінляндія                                   | Стін Кайсер · Нідерланди  |

## Лижні гонки
| Дисципліна                   | Золото                                                                      | Срібло                                                                       | Бронза                                                                           |
| Чоловіки: 15 км              | Гаральд Гроннінген · Норвегія                                               | Ееро Мянтюранта · Фінляндія                                                  | Гуннар Ларссон · Швеція                                                          |
| Чоловіки: 30 км              | Франко Нонес · Італія                                                       | Одд Мартінсен · Норвегія                                                     | Ееро Мянтюранта · Фінляндія                                                      |
| Чоловіки: 50 км              | Уле Еллефсетер · Норвегія                                                   | В'ячеслав Веденін · СРСР                                                     | Йозеф Гаас · Швейцарія                                                           |
| Чоловіки: естафета 4 × 10 км | Норвегія · Одд Мартінсен · Пол Тюлдум · Гаральд Гроннінген · Уле Еллефсетер | Швеція · Ян Гальварссон · Б'ярне Андерссон · Гуннар Ларссон · Ассар Реннлунд | Фінляндія · Калеві Ойкарайнен · Ганну Тайпале · Калеві Лауріла · Ееро Мянтюранта |
| Жінки: 5 км                  | Тойні Густафссон · Швеція                                                   | Галина Кулакова · СРСР                                                       | Алевтина Кольчіна · СРСР                                                         |
| Жінки: 10 км                 | Тойні Густафссон · Швеція                                                   | Беріт Мордре · Норвегія                                                      | Інгер Еуфлес · Норвегія                                                          |
| Жінки: естафета 3 × 5 км     | Норвегія · Інгер Еуфлес · Баббен Енгер · Беріт Мордре                       | Швеція · Барбру Мартінссон · Тойні Густафссон · Брітт Страндберг             | СРСР · Алевтина Кольчіна · Рита Ачкіна · Галина Кулакова                         |

## Лижне двоборство
| Дисципліна                  | Золото                           | Срібло                   | Бронза             |
| Нормальний трамплін / 15 км | Франц Келлер · Західна Німеччина | Алоїс Келлін · Швейцарія | Андреас Кунц · НДР |

## Санний спорт
| Дисципліна         | Золото                           | Срібло                                | Бронза                                              |
| Одинаки (чоловіки) | Манфред Шмід · Австрія           | Томас Келер · НДР                     | Клаус Бонзак · НДР                                  |
| Одинаки (жінки)    | Еріка Лехнер · Італія            | Кріста Шмук · Західна Німеччина       | Ангеліка Дюнгаупт · Західна Німеччина               |
| Двійки             | НДР · Клаус Бонзак · Томас Келер | Австрія · Манфред Шмід · Евальд Вальх | Західна Німеччина · Вольфганг Вінклер · Фріц Нахман |

## Стрибки з трампліна
| Дисципліна          | Золото                      | Срібло                      | Бронза                    |
| Нормальний трамплін | Їржі Рашка · Чехословаччина | Райнгольд Бахлер · Австрія  | Бальдур Праймль · Австрія |
| Великий трамплін    | Володимир Бєлоусов · СРСР   | Їржі Рашка · Чехословаччина | Ларс Гріні · Норвегія     |

## Фігурне катання
| Дисципліна                | Золото                                     | Срібло                                | Бронза                                    |
| Чоловіче одиночне катання | Вольфганг Шварц · Австрія                  | Тім Вуд · США                         | Патрік Пера · Франція                     |
| Жіноче одиночне катання   | Пеггі Флемінг · США                        | Габріеле Зейферт · НДР                | Гана Машкова · Чехословаччина             |
| Парне катання             | СРСР · Людмила Білоусова · Олег Протопопов | СРСР · Тетяна Жук · Олександр Горелік | НДР · Маргот Глоксгубер · Вольфганг Данне |

## Хокей
| Золото | Срібло | Бронза |
| СРСРВеніямин Александров, Віктор Блінов, Віталій Давидов, Анатолій Фірсов, Анатолій Іонов, Віктор Коноваленко, Віктор Кузькін, Борис Майоров, Євген Мишаков, Юрій Мойсеєв, Віктор Полупанов, Олександр Рагулін, Ігор Ромішевський, Олег Зайцев, Євген Зимін, Віктор Зінгер, В'ячеслав Старшинов, Володимир Вікулов. · Тренери: Аркадій Чернишов, Анатолій Тарасов. | ЧехословаччинаЙозеф Черний, Владімір Дзурілла, Йозеф Голонка, Ян Гавел, Петр Гейма, Їржі Голик, Йозеф Горешоський, Ян Грбатий, Ярослав Їржик, Ян Клапач, Їржі Кохта, Олдржих Махач, Карел Масопуст, Владімір Надрхал, Вацлав Недоманський, Франтішек Поспішил, Франтішек Шевчик, Ян Сухий. · Тренери: Владімір Костка, Ярослав Пітнер | КанадаРоже Бурбонне, Кен Бродерік, Раймон Кадью, Пол Конлін, Гері Дайнін, Браєн Гленні, Тед Гаргрівз, Фран Гук, Ларрі Джонстон, Баррі Маккензі, Білл Макміллан, Стівен Монтіт, Морріс Мотт, Терренс О'Меллі, Денні О'Ши, Джеррі Піндер, Герберт Піндер, Вейн Стівенсон |